# 弗里肖夫·奥尔森
弗里肖夫·奥尔森（挪威語：Frithjof Olsen，1882年11月30日—1922年2月22日），挪威男子体操运动员。他曾获得1908年夏季奥运会男子团体全能银牌和1912年夏季奥运会男子团体瑞典体操铜牌。